# 佃川支川
佃川支川（つくだがわしせん）は、東京都中央区佃1丁目を流域とする川。
なお、現存しない佃川（つくだがわ）についても、本稿で述べる。

## 概要
逆L字型の掘割である。

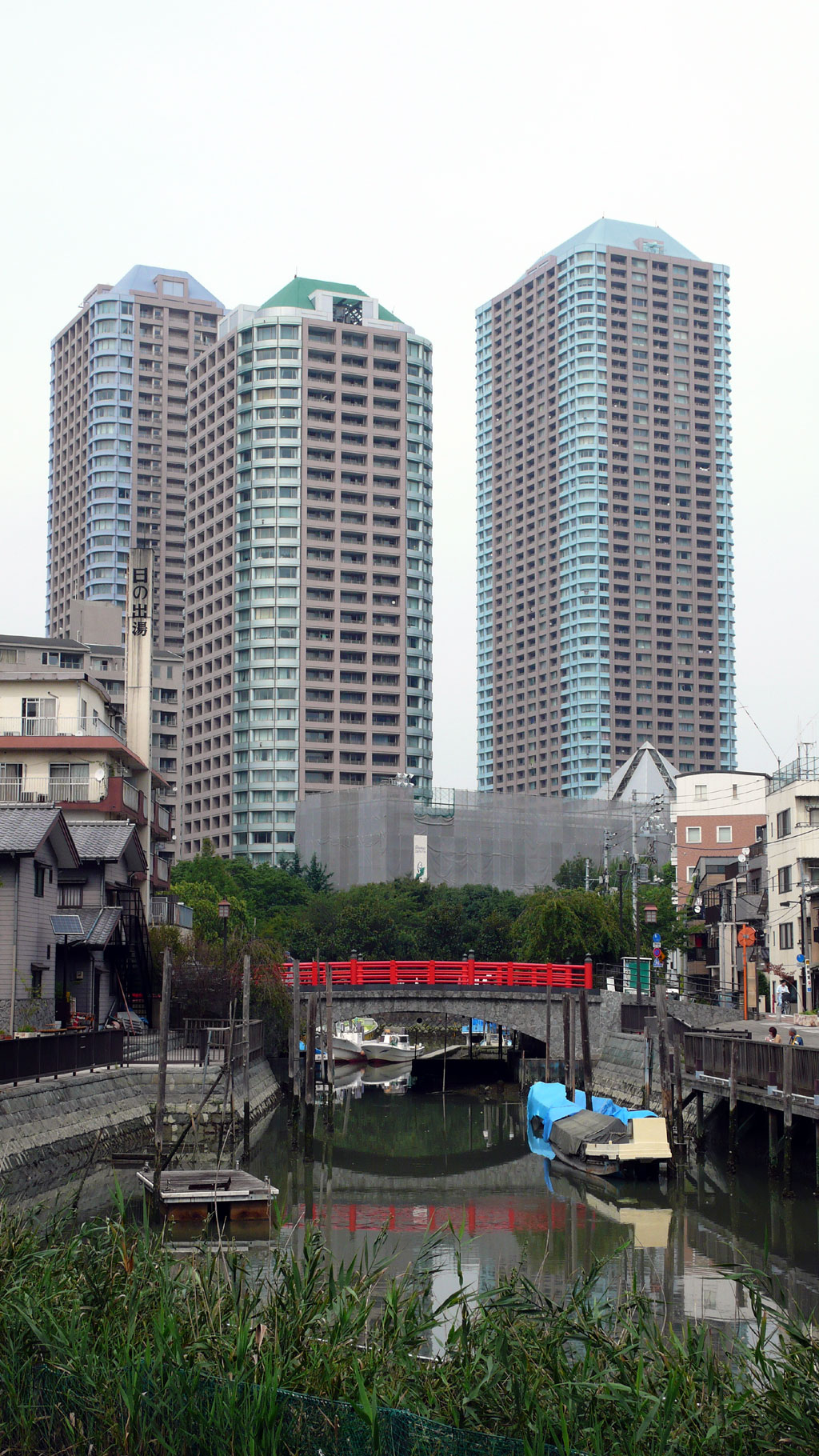
佃堀から佃川支川へ向けて撮影された写真。中央を流れる川が佃川支川で、それを跨ぐ朱塗りの欄干の橋が佃小橋。背後の超高層マンション群は大川端リバーシティ21。

隅田川への入口には同地の氏神として知られる住吉神社の名にちなんだ住吉水門が建てられ、また住吉小橋、佃小橋が架けられている。
行き止まり部分は、佃堀である。
この他にも、佃川支川の一部は、住吉神社の3年に1度の例祭時に建てられる大幟の竿や台座となる抱木（だき）と呼ばれる巨大な木材を埋設する場所となっている。この木材は3年に1度の例祭毎に、現在の佃1丁目（旧・佃島）の男子のみで構成される佃住吉講の人々によって、掘り起こされている。

## 歴史

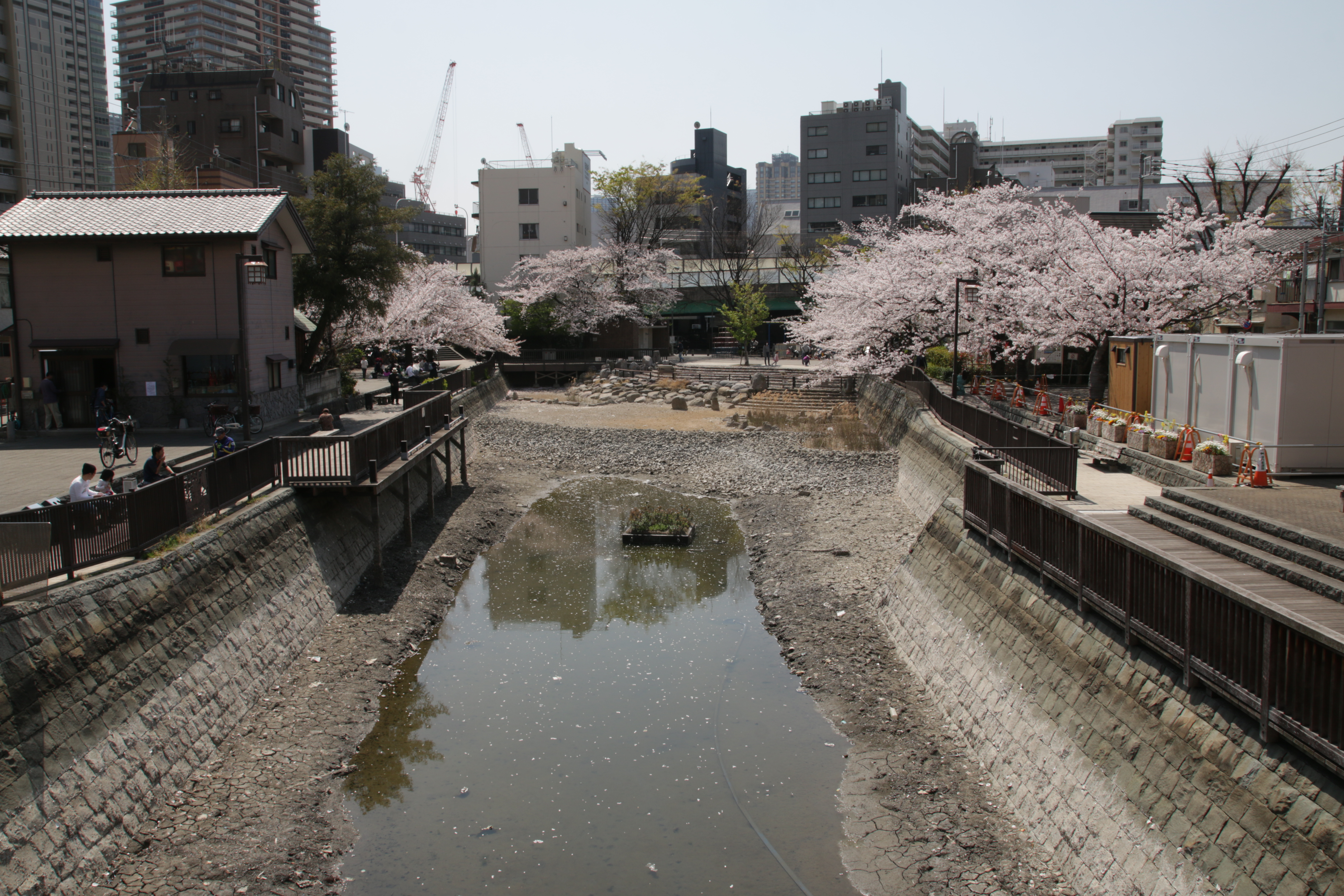
佃川支川の終端部である佃堀。佃堀の奥にある緑色の橋が、佃川の跡にある新月陸橋。

佃川支川は、もともとは「佃川」という川の支川である。佃川は、東京都中央区の佃(当時の町名は隅田川側から佃島・新佃島西町・新佃島東町)と月島(当時の町名は隅田川側から月島西河岸通・月島西仲通・月島通・月島東仲通・月島東河岸通)の間を流れていた川である。佃川には3つの橋梁が架かっていて、佃と月島を結んでいた。
佃大橋が完成すると、佃川の初見橋から隅田川側は埋め立てられた。この際に、3つの橋梁も併せて廃止された。この時、佃川の佃側にある支川である佃川支川は残され、現在の逆L字型の掘割の様相となった。このときに佃川支川の終端部となったのが佃堀である。その後、朝潮大橋の完成により、佃川の初見橋から朝潮運河側も埋め立てられ、佃川は姿を消した。
佃川の埋め立てにより、佃と月島は地続きとなった。現在、佃川の跡地の全区間の上空には佃大橋通りの新月陸橋がある。
前述の通り、住吉神社の抱木が昔から埋設されている。

## 水質向上と生息生物
隅田川の水質向上に伴い、同支川の水質も向上した。その結果、ボラ・ハゼ・カレイ・エビ・カニなど多くの生物が生息し始めた。

## 漁業
佃島漁業協同組合を中心とする漁師の船が数艘停泊しており、下町情緒を今に残す地域として注目されている。

## 橋梁

### 佃川支川の橋梁(現存)
- 住吉小橋
- 佃小橋

### 佃川の橋梁(現在は埋め立てにより廃止)
町名は当時のもの。
- 佃橋(西河岸通り:佃島-月島西河岸通1丁目)
- 新月橋(佃仲通り・西仲通り:新佃島西町1丁目-月島西仲通1丁目)
- 初見橋(清澄通り:新佃島西町1丁目・新佃島東町1丁目-月島通1丁目、現在の初見橋交差点のある場所)

## 付近の鉄道路線
- 月島駅
  - 東京地下鉄(東京メトロ)有楽町線
  - 都営地下鉄(東京都交通局)大江戸線